# Qorvo
Qorvo és una empresa multinacional nord-americana especialitzada en productes per als mercats sense fil, cablejat i elèctric. L'empresa va ser creada per la fusió de TriQuint Semiconductor i RF Micro Devices, que es va anunciar el 2014 i es va completar l'1 de gener de 2015. Cotitza al Nasdaq amb el símbol QRVO. La seu de l'empresa originalment es trobava tant a Hillsboro, Oregon (llar de TriQuint) com a Greensboro, Carolina del Nord (llar de RFMD), però a mitjans de 2016 la companyia va començar a referir-se al seu lloc de Carolina del Nord com a seu exclusiva.

## Història
Qorvo es va crear l'1 de gener de 2015 amb la fusió de TriQuint Semiconductor i RF Micro Devices (RFMD). El juny de 2015, la nova empresa es va convertir en un component de l'S&P 500. En el moment d'unir-se a l'S&P 500, Qorvo estava valorat en 12.000 milions de dòlars. L'empresa dona feina a més de 8.000 persones. A mitjan 2016, només la planta d'Oregon donava feina a gairebé 1.000 persones.
El 2016, es va adquirir GreenPeak Technologies, afegint una potència ultra baixa, una llar connectada sense fils de curt abast i IoT a la seva cartera. GreenPeak Technologies era més coneguda pels seus xips Zigbee dels quals havien venut 100 milions el 2015. GreenPeak Technologies té la seu a Utrecht, Països Baixos.
El 2021, Qorvo va anunciar l'adquisició de NextInput, amb seu a Mountain View, Califòrnia, un pioner en el camp emergent de la detecció de força per a la interfície home-màquina (HMI). El 3 de novembre de 2021, Qorvo va anunciar l'adquisició de United Silicon Carbide (UnitedSiC), amb seu a Princeton, Nova Jersey, un fabricant líder de semiconductors basats en carbur de silici, com ara FET SiC, JFET SiC i díodes SiC.
El 2023, Qorvo va anunciar que el programari de simulació de circuits QSPICE seria proves beta limitades al maig, i després proves beta obertes al juliol. Està desenvolupat per Mike Engelhardt, l'autor de LTspice.
El 2024, Qorvo va anunciar l'adquisició d'Anokiwave, una empresa especialitzada en disseny RFIC d'alt rendiment.